# ...Phobia
...Phobia è il terzo album discografico del DJ e produttore discografico italiano Benny Benassi (aka Benassi Bros.), pubblicato nel 2005.

## Tracce
1. "Make Me Feel" feat. Dhany (Original Version) – 5:30
2. "Light" feat. Sandy (Original Version) – 7:28
3. "Rocket in the Sky" feat. Naan (Original Version) – 5:43
4. "Every Single Day" feat. Dhany (Original Version) – 4:44
5. "Castaway" feat. Sandy (Original Version) – 6:04
6. "Feel Alive" feat. Naan (Original Version) –4:48
7. "Waitin' For You" feat. JB (Sfaction Version) – 5:42
8. "Ride To Be My Girl" feat. Alle Benassi (Original Version) – 4:40
9. "Blackbird" feat. Paul French (Sfaction Version) – 6:37
10. "Somebody To Touch Me" feat. Dhany (Sfaction Version) – 5:40
11. "Movin' Up" feat. Sandy (Sfaction Version) – 5:20
12. "Run To Me" feat. Dhany (Sfaction Version) – 5:05

## Classifiche
| Classifica (2005) | Posizione massima |
| ----------------- | ----------------- |
| Belgio (Vallonia) | 77                |
| Francia           | 9                 |
| Svizzera          | 85                |